# Derwent Valley Council

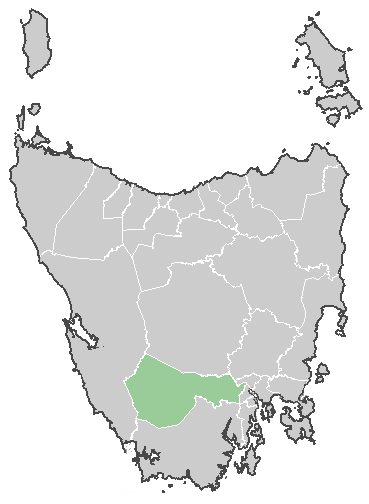
Derwent Valley Council na mapie Tasmanii

Derwent Valley Council – obszar samorządu lokalnego (ang. local government area) położony w południowej części Tasmanii (Australia), w górnym biegu rzeki Derwent. Siedziba rady samorządu zlokalizowana jest w mieście New Norfolk.
Według danych z 2009 roku, obszar ten zamieszkuje 10036 osób. Powierzchnia samorządu wynosi 4111 km².
W celu identyfikacji samorządu Australian Bureau of Statistics wprowadziło czterocyfrowy kod dla gminy Derwent Valley – 1510.